# La Note américaine
La Note américaine (Killers of the Flower Moon : The Osage Murders and the Birth of the FBI) est un roman non fictionnel publié en 2017 par le journaliste américain David Grann sur les meurtres des Indiens Osage dans les années 1920,,,. Le magazine Time a classé le livre parmi ses dix meilleurs livres de non-fiction de 2017.
Une adaptation cinématographique réalisée par Martin Scorsese est sortie en octobre 2023 sous le titre Killers of the Flower Moon,.

## Résumé
Le livre enquête sur une série de meurtres de riches Osages qui ont eu lieu dans le comté d'Osage, en Oklahoma, au début des années 1920, après la découverte d'importants gisements de pétrole sous leurs terres,. Après que les Osages se sont vus attribuer par la justice des droits sur les profits réalisés grâce aux gisements de pétrole découverts sur leurs terres, les Osages se préparent à recevoir la richesse à laquelle ils ont légalement droit grâce à la vente de leurs gisements de pétrole.
Les Osages sont considérés comme des gêneurs et un complot complexe est mis au point pour éliminer un à un les héritiers Osages par tous les moyens possibles. Officiellement, le nombre de victimes osages s'élève à au moins 20, mais Grann soupçonne que des centaines d'autres ont pu être tuées en raison de leurs liens avec le pétrole. Le livre décrit en détail l'enquête menée par le nouvellement créé FBI sur ces meurtres, ainsi que le procès et la condamnation de l'éleveur de bétail William King Hale, considéré comme le cerveau du complot.

### Structure du récit

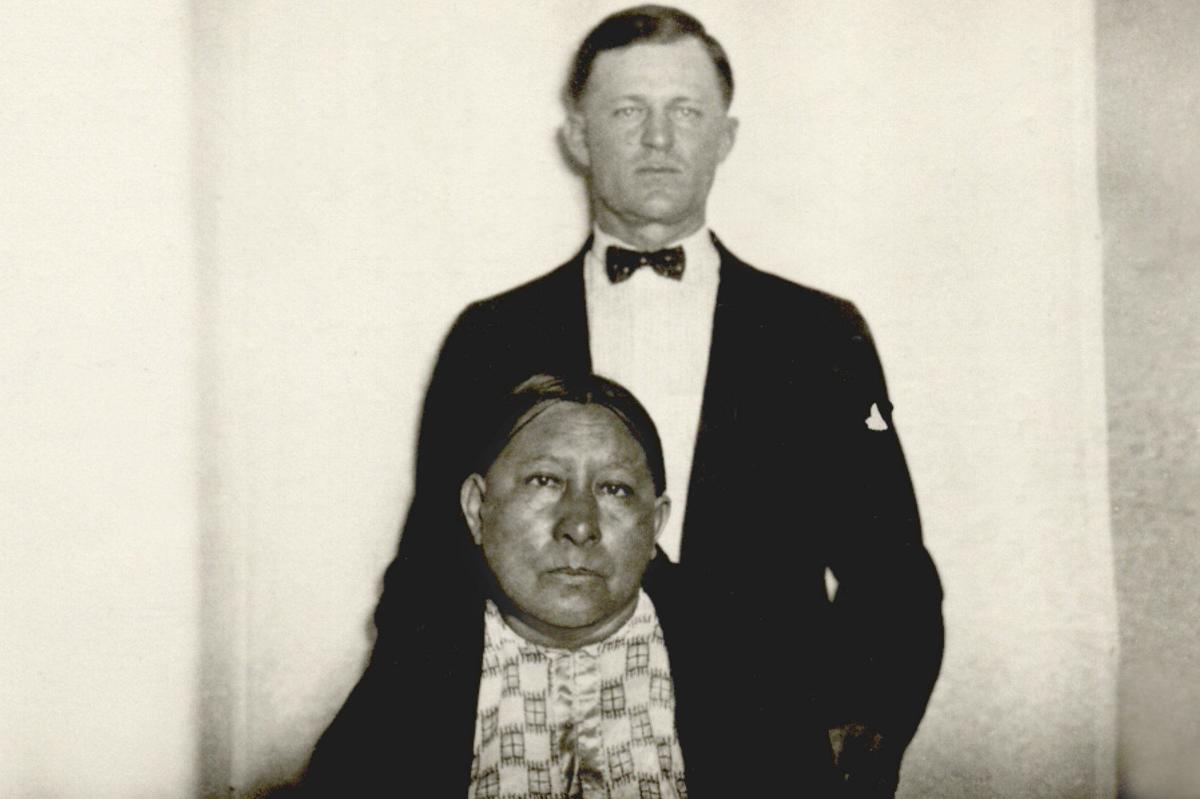
Ernest Burkhart et sa femme Mollie Kyle en 1917.

Le récit se compose de trois parties. La première, qui se déroule au début des années 1920, se concentre sur le monde de la nation Osage et plus particulièrement sur une famille. Mollie Burkhart, une femme Osage de plein sang, est mariée à un homme blanc nommé Ernest Burkhart. Ses sœurs Rita et Anna ont également épousé des Blancs, et sa sœur Minnie est récemment décédée des suites d'une « maladie débilitante particulière ». Lorsqu'Anna est retrouvée morte dans un ravin, tuée d'une balle dans la nuque, peu après qu'un autre Osage, Charles Whitehorn, ait été retrouvé assassiné de la même manière, Mollie commence à croire que sa famille est attaquée pour ses droits pétroliers. Quelques mois plus tard, lorsque Lizzie, la mère de Mollie, meurt de la même maladie débilitante que Minnie et que Rita et son mari Bill Smith sont tués dans une explosion qui réduit leur maison en cendres, Mollie en est sûre : sa famille est la cible d'un complot meurtrier et elle est la prochaine.
La deuxième partie se concentre sur les enquêteurs fédéraux qui arrivent dans le comté d'Osage pour enquêter sur la série de meurtres, qui s'étend bien au-delà de la famille de Mollie et implique également deux hommes blancs : un pétrolier et un avocat qui se lancent de leur côté pour tenter d'élucider les meurtres. Le Bureau d'enquête (qui n'est pas encore connu sous son nom définitif de FBI) vient de passer sous le contrôle d'un jeune homme singulier et pointilleux, J. Edgar Hoover. Hoover envoie l'imposant Tom White, un ancien Texas Ranger, en Oklahoma pour enquêter. White et son équipe arrivent sous couverture dans la ville, sachant que Hoover espère utiliser cette affaire pour établir un nom pour le bureau et renforcer le pouvoir des enquêteurs fédéraux. Alors que White et ses agents s'efforcent de résoudre les crimes, ils recrutent des criminels (contrebandiers, trafiquants d'alcool, voleurs de bétail, etc.) comme informateurs pour les aider dans leur enquête et, dans le même temps, découvrent le monde animé mais profondément corrompu des villes-champignons de la réserve d'Osage. L'oncle d'Ernest Burkhart, William K. Hale, est un ancien éleveur de bétail qui a connu la gloire et travaille dorénavant comme shérif adjoint. Hale semble contrôler tout et tout le monde, y compris le destin de plusieurs Osages. Au fur et à mesure que White et ses enquêteurs s'impliquent dans la communauté, ils réalisent que Hale a orchestré un vaste complot visant à éliminer un à un les membres de la famille de Mollie, puis à assassiner Mollie avec l'aide des médecins fourbes de la ville, les frères Shoun, afin d'amasser toute la fortune familiale. Le plus sournois, c'est que le mari de Mollie, Ernest, le neveu de Hale, est impliqué dans le complot depuis le début. Après avoir obtenu une déclaration de l'opposant Burkhart, White et son équipe confrontent Hale aux preuves, mais ce dernier, calme et posé, déclare joyeusement qu'il se battra bec et ongles contre les accusations. Au début de la présentation des preuves, Burkhart alterne les preuves contre Hale et les preuves en sa faveur. La douleur finit par l'épuiser et il témoigne contre Hale. Cependant, White craint que Hale n'ait le juge et le jury dans sa poche, étant donné sa renommée dans toute la ville. Cependant, Hale est reconnu coupable et condamné à la prison à vie pour ses crimes, dans une tournure d'événements surprenante. White, ayant fait honneur à Hoover et donné à son patron les forces et la légitimité nécessaires à la création du Federal Bureau of Investigation, quitte le bureau et prend le poste de directeur de la prison de Leavenworth, réputée pour sa dureté, où Hale est son prisonnier.

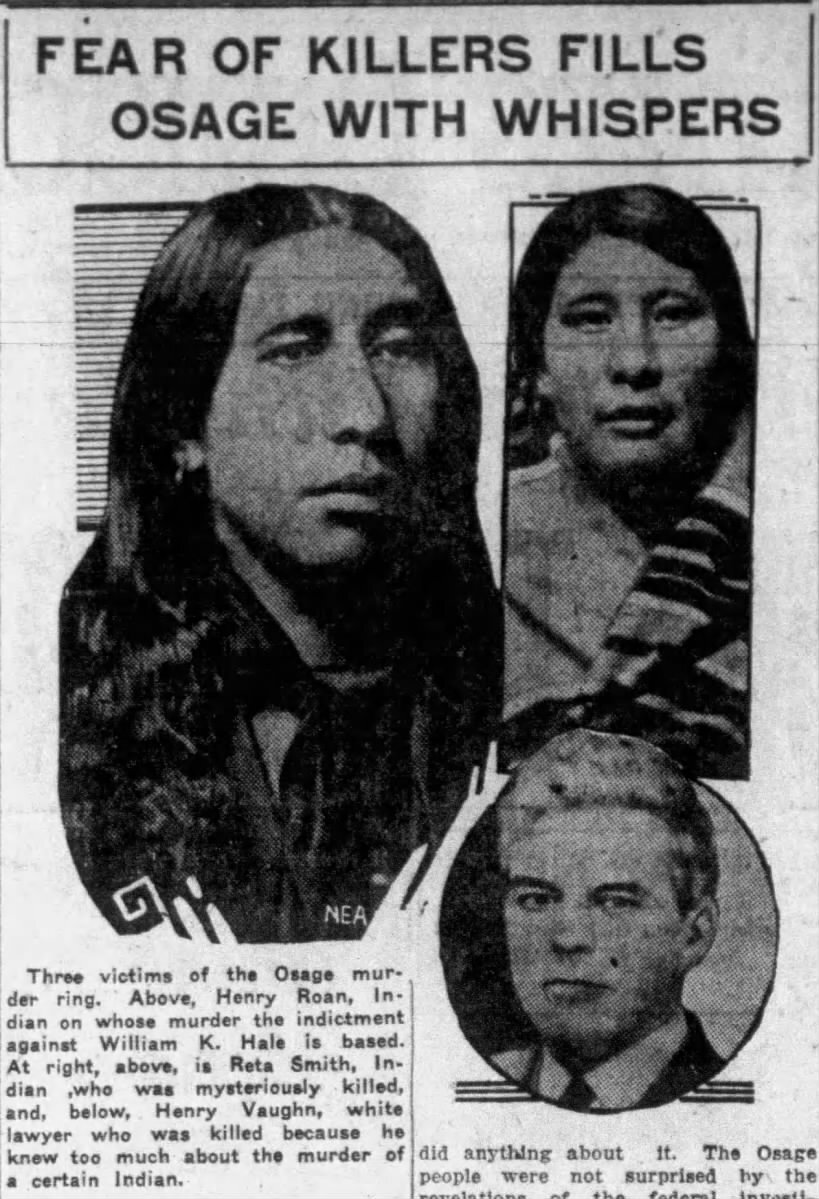
Un journal montrant les photos de trois Osages victimes d'assassinats : Henry Roan, Rita Smith et Henry Vaughn.

Dans la troisième partie, David Grann effectue une série de voyages chez les Osages entre 2012 et 2015. Il effectue des recherches pour son livre et, en fouillant inlassablement dans les archives et en interrogeant les descendants de Burkhart et de nombreuses autres familles Osage touchées par les meurtres, il découvre que la plupart des meurtres d'Osage n'ont en fait pas été résolus et que le fait que des centaines d'Indiens Osage, et pas seulement vingt ou trente, ont été assassinés sur une période de près de deux décennies, et pas seulement pendant la période de cinq ans considérée « officiellement » comme le règne de la terreur. Grann déplore que le terrible passé de la tribu Osage ait été en grande partie perdu dans l'histoire : leur histoire n'est pas enseignée dans les écoles et, en raison de l'incapacité du FBI à obtenir justice pour le peuple Osage, elle a été en grande partie balayée sous le tapis.

## Accueil critique
Le site web Book Marks, agrégateur de critiques, a indiqué que, dans l'ensemble, La Note américaine était plébiscité par la critique littéraire anglo-saxonne.
Dans le New York Times, Dave Eggers qualifie l'ouvrage de « captivant » et ajoute : « dans ces dernières pages, Grann reprend ce qui était déjà un témoignage palpitant et rigoureux d'un chapitre oublié de l'histoire américaine et, avec l'aide de membres contemporains de la tribu Osage, il met en lumière une conspiration écœurante qui va bien plus loin que ces quatre années d'horreur. Ce livre vous transpercera l'âme ».
En France également, l'ouvrage est bien accueilli. Nathalie Crom déclare dans Télérama : « Vertu documentaire, rigueur de l’investigation, intensité de l’interrogation morale, efficacité du suspense : on ne sait trop comment hiérarchiser les qualités de ce récit [...] ».
Louis Wallecan écrit dans Libération « Ce qui est saisissant c’est la façon dont David Grann montre la naissance de la justice moderne aux Etats-Unis. Au fil du livre on regarde défiler les cow-boys un peu simplets et bien intentionnés qui enquêtent encore à l’ancienne, mais on assiste aussi au crépuscule de cette figure ici désacralisée au possible à travers le personnage du très droit protestant et enquêteur Mr. White ».

## Postérité

### Projet de loi 1775 de la Chambre des représentants de l'Oklahoma (2021)
En 2021, l'Assemblée législative de l'Oklahoma, contrôlée par les Républicains, a adopté le projet de loi 1775 de la Chambre des représentants de l'Oklahoma, qui réglemente les programmes scolaires sur la race et le genre. Après l'adoption du projet de loi, un enseignant de Dewey, en Oklahoma, a annulé ses plans de cours qui mettait en avant l'ouvrage de David Grann. Le lieutenant-gouverneur de l'Oklahoma, Matt Pinnell, a demandé que la formulation du projet de loi soit « clarifiée afin que les enseignants sachent ce qui peut être enseigné et ce qui ne peut pas l'être ». Après la sortie du film, l'auteur David Grann s'est prononcé contre les réglementations du projet de loi et a écrit une tribune dans le New York Times sur le projet de loi,.
Les écoles publiques de Hominy ont enseigné le livre dans le cadre de leurs cours d'anglais, malgré la loi 1775.

### Adaptation cinématographique
Le livre a été adapté en un film réalisé par Martin Scorsese et mettant en vedette Leonardo DiCaprio, Robert De Niro, Lily Gladstone, Brendan Fraser, John Lithgow et Jesse Plemons pour un budget de plus de 200 millions de dollars,. Il est sorti en salle distribué par Paramount Pictures en octobre 2023. Le film sera également diffusé en vidéo à la demande à une date non précisée sur Apple TV+,.
Bien que le rôle de Tom White, l'agent principal du FBI, ait été écrit pour DiCaprio, ce dernier a fait pression pour que son rôle soit remplacé par celui du neveu de l'antagoniste principal du film, joué par De Niro. En conséquence, Jesse Plemons a joué le rôle de Tom White pour remplacer DiCaprio, tandis que DiCaprio a joué le rôle d'Ernest Burkhart.